# Fionnuala Sweeney
Fionnuala Sweeney [ˈfɪn̪ʊəɫə swiːniː] (* 1965 in Belfast) ist eine irische Fernsehmoderatorin und Reporterin für den Fernsehsender CNN. Sie moderiert World One aus dem CNN Center in Atlanta (USA), vorher berichtete sie aus London und moderierte die Sendungen World News Europe und International Correspondents.

## Leben und Wirken
Fionnuala Sweeney wurde in eine römisch-katholische Familie in Belfast, Nordirland, geboren und lebte dort bis zum Alter von zwölf Jahren, als sie und ihre Familie nach Dublin umzogen. Bis zu ihrem Umzug besuchte sie die St. Dominic’s High School, danach ging sie auf das Alexandra College in Milltown, Dublin. Sweeney studierte später Journalistik am National Institute for Higher Education. Sie verbrachte fünf Jahre als Fernsehjournalistin beim irischen Sender RTÉ.
Bekannt wurde sie als Gastgeberin des Eurovision Song Contest 1993, der von 350 Millionen Menschen gesehen wurde. Im selben Jahr wechselte sie zu CNN. Sie arbeitete dort im Hauptsitz in Atlanta als Autorin und Moderatorin, wurde wieder nach London versetzt und arbeitete von nun an als Vollzeit-Moderatorin. Sie berichtete außerdem oft als Korrespondentin aus dem Nahen Osten, beispielsweise während des Krankenhausaufenthaltes von Ariel Scharon.